# مارماهی برقی
مارماهی الکتریکی (به انگلیسی: Electric eel)، جاندار آبزی و مهره‌داری است از رده پرتوبالگان، راسته کاردماهی‌سانان، خانواده کاردماهیان پشت‌برهنه.
مارماهی برقی غیر عادی‌ترین گونه ماهی‌ها می‌باشد. این ماهی قادر است شوک‌های الکتریکی قوی تا ۸۶۰ ولت تولید کند و از آن برای شکار و دفاع از خود استفاده کند. این ماهی در طبقه خود (طبقه مارماهی‌های الکتریکی آمریکای جنوبی) به‌عنوان یک شکارچی درجه یک شناخته شده‌است به‌طوری‌که هیچ جانور دیگری جرئت ندارد که برای خوردن این نوع ماهی خطر مرگ به‌وسیله جریان برق را به جان بخرد.

## زیستگاه این موجود
مارماهی الکتریکی را می‌توان در حوضه رود آمازون و رود اورینوکو و همچنین نواحی اطراف آن‌ها یافت. طول این ماهی‌ها به بیش از ۲ متر و وزن آن‌ها به ۲۰ کیلوگرم می‌رسد، البته طول اکثر این ماهی‌ها از یک متر تجاوز نمی‌کند. این گونه ماهی‌ها بدن دراز و کشیده استوانه مانندی دارند که با تعدادی پولک پوشیده شده، سر آن‌ها تخت و رنگ بدنشان سبز مایل به خاکستری است که هر چه به قسمت‌های زیرین بدن نزدیک می‌شود به زردی می‌گراید. همانطور که از توصیفات بر می‌آید این گونه ماهی‌ها ظاهر زیبایی ندارند.
مارماهی‌های الکتریکی ترجیح می‌دهند که کف گل آلود آب‌های آرام زندگی کنند. این ماهی‌ها هوا تنفس می‌کنند و برای اینکار حدوداً هر ۱۰ دقیقه یکبار به سطح آب می‌آیند و پس از بلعیدن هوا دوباره به کف رودخانه باز می‌گردند.

## تولید برق
‌مارماهی برقی دارای سه جفت اندام شکمی است که برق تولید می‌کند و قادر است دو نوع ولتاژ کم و زیاد تولید کند. اینها از اندام‌های برقی تشکیل شده است که به‌ردیف کنار هم قرار گرفته‌اند و یون‌ها در بین آنها جریان دارند.‌ زمانی که ‌مارماهی طعمه خود را پیدا می‌کند مغز از طریق سیستم عصبی سیگنالی به اندام‌های برقی می‌فرستد.  این عمل باعث باز شدن کانال‌ها و جریان سدیم می‌شود. با تغییر ناگهانی پتانسیل الکتریکی،‌ جریان الکتریکی همانند باتری ایجاد می‌شود که در هر یک از صفحات اختلاف پتانسیل الکتریکی ایجاد می‌کند.
این ماهی‌ها به‌وسیله صفحات الکتریکی (حدود ۵۰۰۰ تا ۶۰۰۰ صفحه) قادر هستند شوک الکتریکی با ولتاژ ۸۶۰ و جریان یک آمپر تولید کنند.  اگرچه گزارش‌ها نشان می‌دهد که جانورانی هم وجود دارند که قادرند ولتاژهای بالاتری تولید کنند اما همین مقدار هم برای شکار کافی است.
ماهی‌های جوان‌تر ولتاژهای کمتری (در حدود ۱۰۰ ولت) تولید می‌کنند. این ماهی‌ها قادرند شدت برق خروجی را تغییر دهند مثلاً برای شکار جریان‌های برق کمتر و برای بی‌حس کردن شکار و دفاع از خود جریان‌های برق بیشتری تولید کنند.
مطالعه این گونه‌ها برای برخی از پژوهشگران به‌ویژه آن‌هایی که از استیل‌کولین‌استراز و آدنوزین تری‌فسفات آن‌ها استفاده می‌کنند، جالب به‌نظر می‌رسد.
از آنجائی که این گونه‌ها قادرند در هنگام آشفتگی و سراسیمگی شوک‌های الکتریکی متناوب و قوی را در مدت زمان طولانی (دست کم یک ساعت) تولید کنند بدون اینکه نشانه‌ای از خستگی در آن‌ها دیده شود، محققان علاقه‌مندند که دقیقاً از چگونگی آن مطلع شوند.
گربه ماهی الکتریکی (Malapterurus electricus) و ماهی چهارگوش الکتریکی (Torpedo mamorata T.californica) از جمله گونه‌های مشابه مارماهی الکتریکی به‌شمار می‌آیند.
اگر چه این مارماهی‌ها در طبقه خود معمول و متداول هستند و در اکثر آکواریوم‌های عمومی یافت می‌شوند، ولی عادت آن‌ها در تولید شوک‌های الکتریکی حتی هنگامی که به آرامی لمس می‌شوند، باعث شده‌است که نگهداری آن‌ها توسط اغلب مردم در خانه خطرناک به‌نظر برسد. علاوه بر این بخاطر ابعاد بزرگ این ماهی‌ها نگهداری آن‌ها برای اکثر افراد غیرممکن است و فقط کسانی قادرند از آن‌ها نگهداری کنند که دارای تجهیزات مورد نیاز باشند.
کشورهایی همچون استرالیا شدیداً نگهداری این ماهی‌ها را ممنوع کردند چرا که ممکن است این ماهی‌ها به حیات وحش فرار کنند و به یک خطر عمومی تبدیل شوند.
این گونه آنچنان غیرعادی است که تابه‌حال چندین بار طبقه‌بندی شده‌است. اصولاً گونه در Gtymnotus هستند که بعداً نام Electropheridae به آن‌ها داده شد و به یک گونه از Gtymnotidae در کنار Gtymnotusها تنزل یافتند.